# Christelle N'Garsanet
Dénaïmou Christelle N'Garsanet (Abidjan, 23 giugno 1983) è un'ex cestista e allenatrice di pallacanestro ivoriana, professionista nella WNBA.

## Carriera
È stata selezionata dalle New York Liberty al terzo giro del Draft WNBA 2006 (37ª scelta assoluta).
Con la Costa d'Avorio ha disputato due edizioni dei Campionati africani (2009, 2011).